# Leonard Thompson
Leonard Thompson (Canadá, 17 de julio de 1908-20 de abril de 1935) fue la primera persona en recibir una inyección de insulina para el tratamiento de la diabetes tipo 1.

## Biografía
Leonard Thompson fue diagnosticado con diabetes tipo 1 en 1919.
Al comenzar su tratamiento por el equipo de investigadores, Thompson tenía trece años de edad, y se encontraba en cuidados intensivos en el Toronto General Hospital, alternando períodos de coma y despertando. Pesaba tan solo 29 kg. Recibió su primera dosis de insulina, por medio de una inyección en Toronto (Ontario), el 11 de enero de 1922. Dicha insulina tenía una impureza aparente que probablemente fue la causa de la reacción alérgica que mostró. James Collip continuó con sus pruebas de purificación de insulina pancreática hasta poder desarrollar un proceso refinado para mejorar el extracto de páncreas canino. Doce días después de la primera dosis, se administró la segunda dosis al joven paciente, con éxito.
Thompson mostró signos de mejoría en su salud y vivió trece años más tomando dosis de insulina hasta su muerte, que finalmente se produjo a causa de una neumonía a los veintiséis años de edad. La neumonía puede haber sido causada por diabetes. Thompson fue enterrado en el cementerio de The Beaches, en Ontario.
Hasta que la insulina estuvo disponible clínicamente, un diagnóstico de diabetes tipo 1 era una sentencia de muerte. El fallecimiento era más o menos rápido (generalmente se producía en unos meses, y frecuentemente en semanas o días).

## Premio Leonard
Eli Lilly and Company, creó el premio Leonard, para reconocer a los expertos dedicados al avance del cuidado de la diabetes, a través de un pensamiento innovador y un enfoque original. Se seleccionan cinco ganadores en diferentes categorías. En nombre de cada seleccionado, Lilly entregará 100.000 dólares a Life for Children, una organización sin ánimo de lucro, que proporciona el acceso a la educación, medicamentos y suministros que salvan la vida a niños y jóvenes con diabetes tipo 1 en países con escasos recursos. La lista de galardonados se anunciará en el mes de noviembre, antes de la celebración del Día Mundial de la Diabetes.